# Кондратов, Виктор Иванович
Виктор Иванович Кондратов (укр. Віктор Іванович Кондратов; 10 мая 1952, Киев, Украинская ССР, СССР — 6 ноября 2024) — советский футболист, защитник и украинский тренер. Мастер спорта СССР (1974).

## Биография
Воспитанник школы киевского «Динамо».
За главную команду в 1972—1974 годах провёл 16 матчей. В 1975—1981 играл в донецком «Шахтёре» — 192 матча и 1 гол в чемпионате СССР. Карьеру завершил в 1982—1983 в клубе СКА «Карпаты» Львов.
С 1988 года работал в киевском «Динамо». Был тренером второй, третьей и дублирующей команды, ассистентом главного тренера «Динамо». По состоянию на конец 2010 года — скаут клуба.
Умер 6 ноября 2024 года в возрасте 72 лет.

## Достижения
- Чемпионат СССР:

серебряный призёр (2): 1975, 1979.
бронзовый призёр (1): 1978.
- Обладатель Кубка СССР: 1980.
- В списке 33 лучших футболистов сезона (1): 1978 — № 3.